# Cleisostomopsis
Cleisostomopsis – rodzaj roślin z rodziny storczykowatych (Orchidaceae). Obejmuje 5 gatunków występujących w południowo-wschodniej Azji. Są to epifity rosnące na pniach drzew na wysokości do 600 m n.p.m. w takich krajach i regionach jak: Asam, wschodnie Himalaje, Indie, Sri Lanka, Tajlandia, Wietnam, południowo-wschodnie Chiny.

## Morfologia
PokrójŁodyga rozpościerająca się lub zwisająca, osłonięta trwałymi pochwami liściowymi, wielolistna.
LiścieLiście obłe na przekroju, mięsiste, stępione na wierzchołku, o długości ok. 5–15 cm, średnicy 2 mm, połączone stawowato z pochwą liściową.
KwiatyKwiatostan boczny, do 10 cm długości, przebijający pochwę liściową, groniasty, wielokwiatowy. Kwiaty wsparte są trójkątnymi przysadkami długości do 2 mm, krótszymi od zalążni. Listki okwiatu są wolne i białe z liliową środkową klapą warżki. Listki zewnętrznego okółka osiągają 2,2 × 1,6 mm i są jajowato-eliptyczne. Listki wewnętrznego okółka osiągają 2 × 1 mm, są jajowate, na szczycie zaokrąglone. Warżka przylega do nasady prętosłupa, jest trójklapowa, ze środkową łatką długości 1 mm i bocznymi do 0,3 mm. Ostroga cylindryczno-maczugowata o długości 3,0-3,5 mm. Prętosłup bez stopy, z czterema woskowatymi i półkulistymi pyłkowinami w dwóch parach połączonymi z lancetowatą uczepką i podługowatą tarczką o długości 0,5 mm.

## Systematyka
Rodzaj sklasyfikowany do podplemienia Aeridinae w plemieniu Vandeae, podrodzina epidendronowe (Epidendroideae), rodzina storczykowate (Orchidaceae), rząd szparagowce (Asparagales) w obrębie roślin jednoliściennych.
Wykaz gatunków
- Cleisostomopsis eberhardtii (Finet) Seidenf.
- Cleisostomopsis elytrigera (Seidenf.) Szlach.
- Cleisostomopsis filiformis (Rchb.f.) R.Rice
- Cleisostomopsis roseus (Wight) R.Rice
- Cleisostomopsis salimii (J.Mathew, Hrideek, V.B.Sreek. & K.Madhus.) A.N.Rao